# M/S Malmö Link

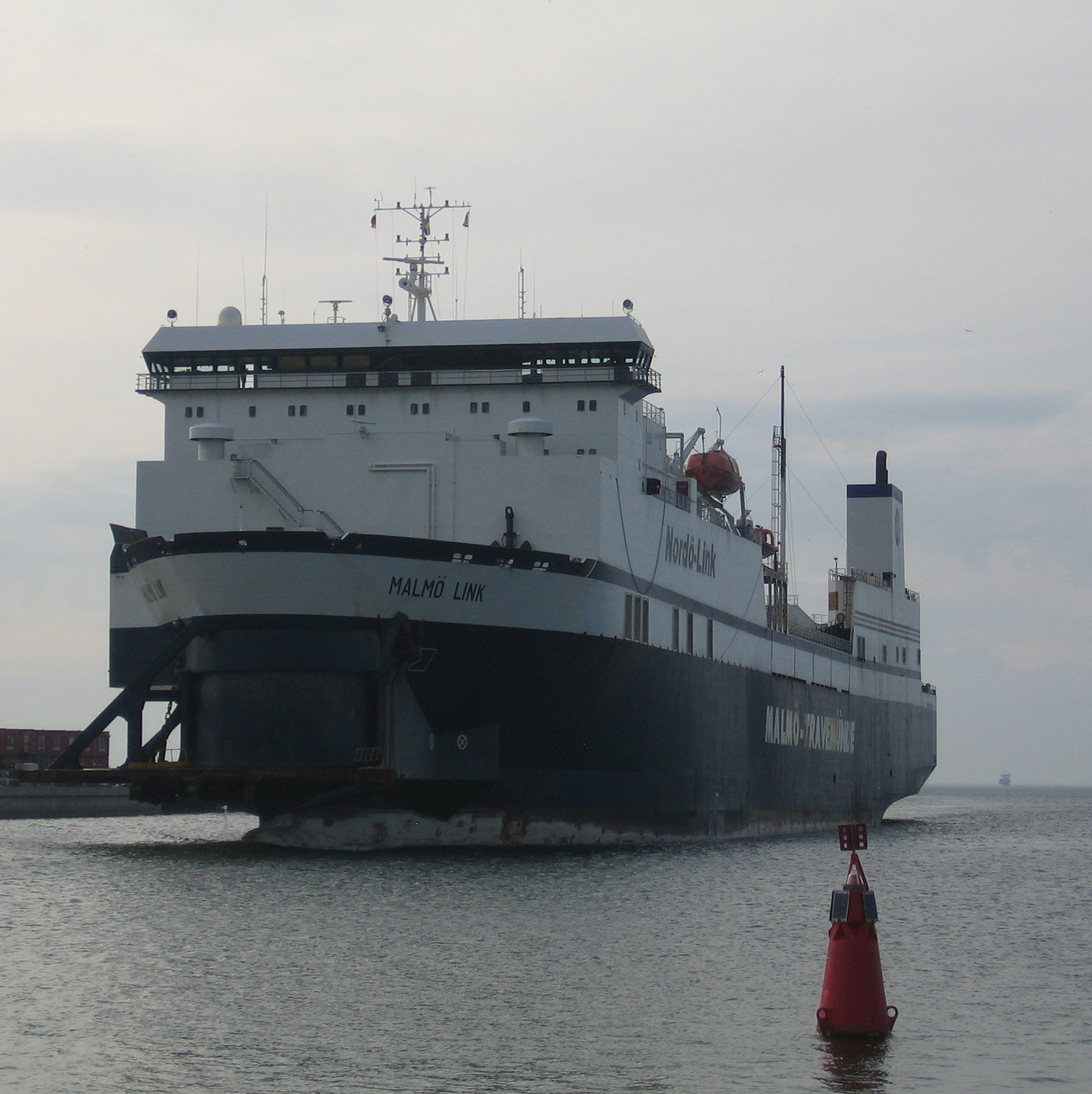
M/S Malmö Link

Malmö Link, numera Ropax 1 är ett fartyg som trafikerade för Nordö-Link. Numera upplagd i Liverpool för ombyggnad.
Trafiken för Nordö Link avslutades den 24 juli 2007 varefter hon avgick mot Liverpool. Hon hade tidigare, i april sålts till de nya, okända ägarna.

## Fakta om Ropax 1 / Malmö Link
- Byggd: 1980 vid Oskarshamns Varv
- Längd: 192 meter
- Bredd: 27 meter
- Passagerare: 250
- Hyttplatser: 214
- Trailers: 226
- Lastmeter: 3450
- IMO nr: 7822861